# Skiff (aviron)
Pour les articles homonymes, voir Skiff (homonymie).

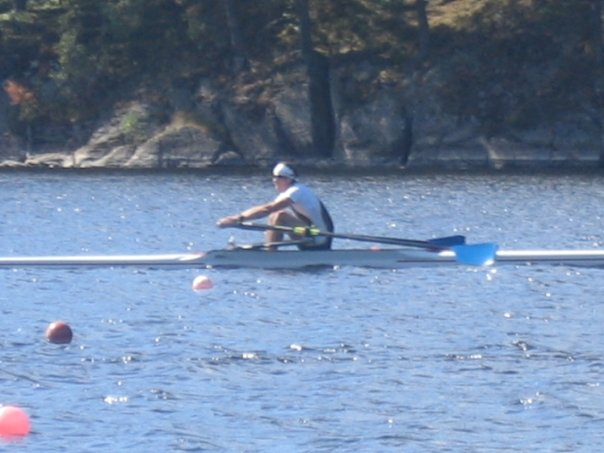
Un skiff

En aviron, un skiff, parfois appelé scull (single scull en anglais), est un type de bateau étroit et peu stable à une place. C'est un bateau très utilisé dans les compétitions.

## Description
Le skiff est noté 1X (un rameur en couple) lors des compétitions officielles. Le poids minimal pour un skiff utilisé en compétition est de 14 kg, la longueur minimale est de 7,20 m.
Il existe aussi des canoës skiffs, plus stables et moins étroits, entre la largeur du ramtonic et du skiff.

## Galerie d'image

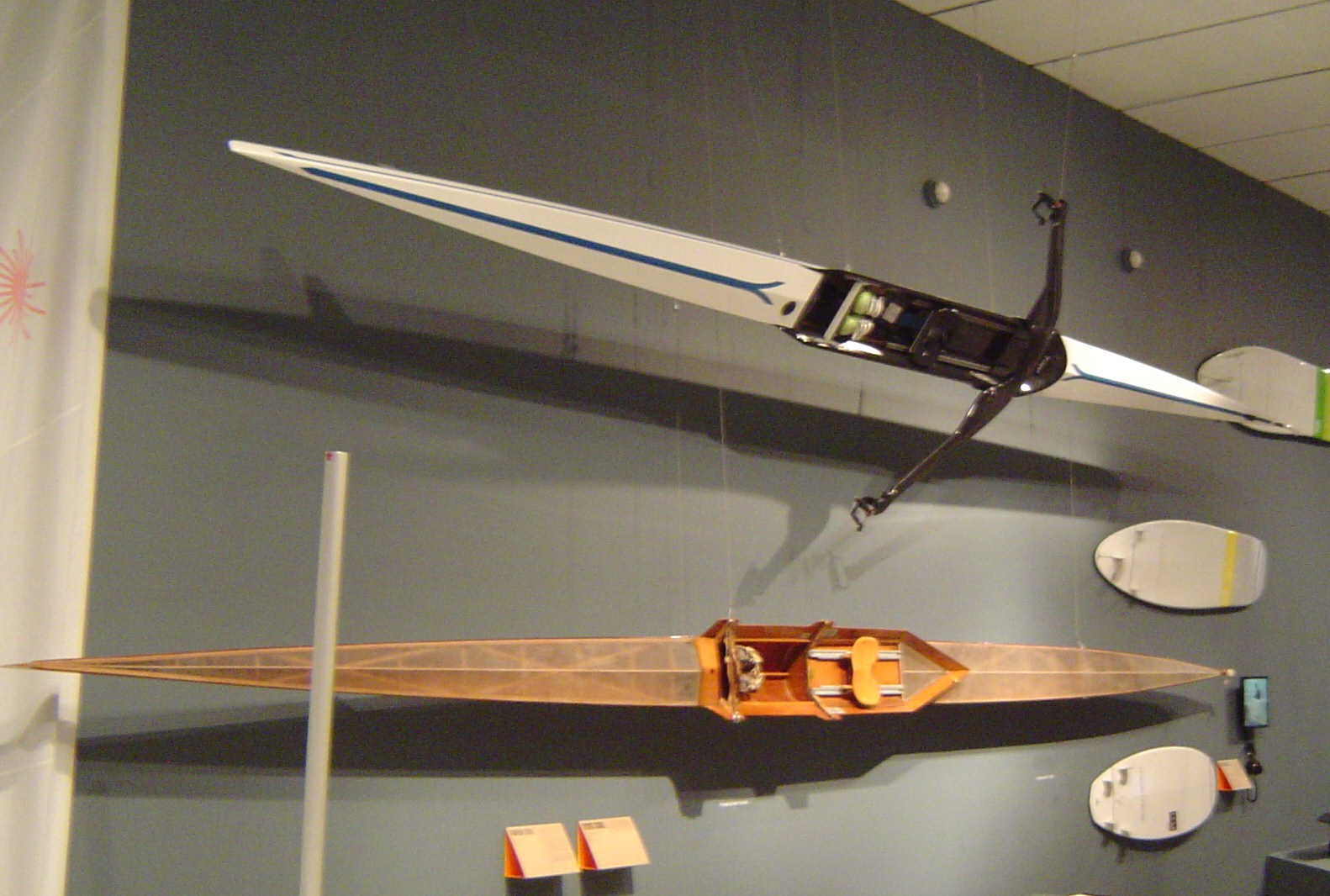
Skiff moderne en composite, au-dessus d’un skiff des années 1920 en bois.
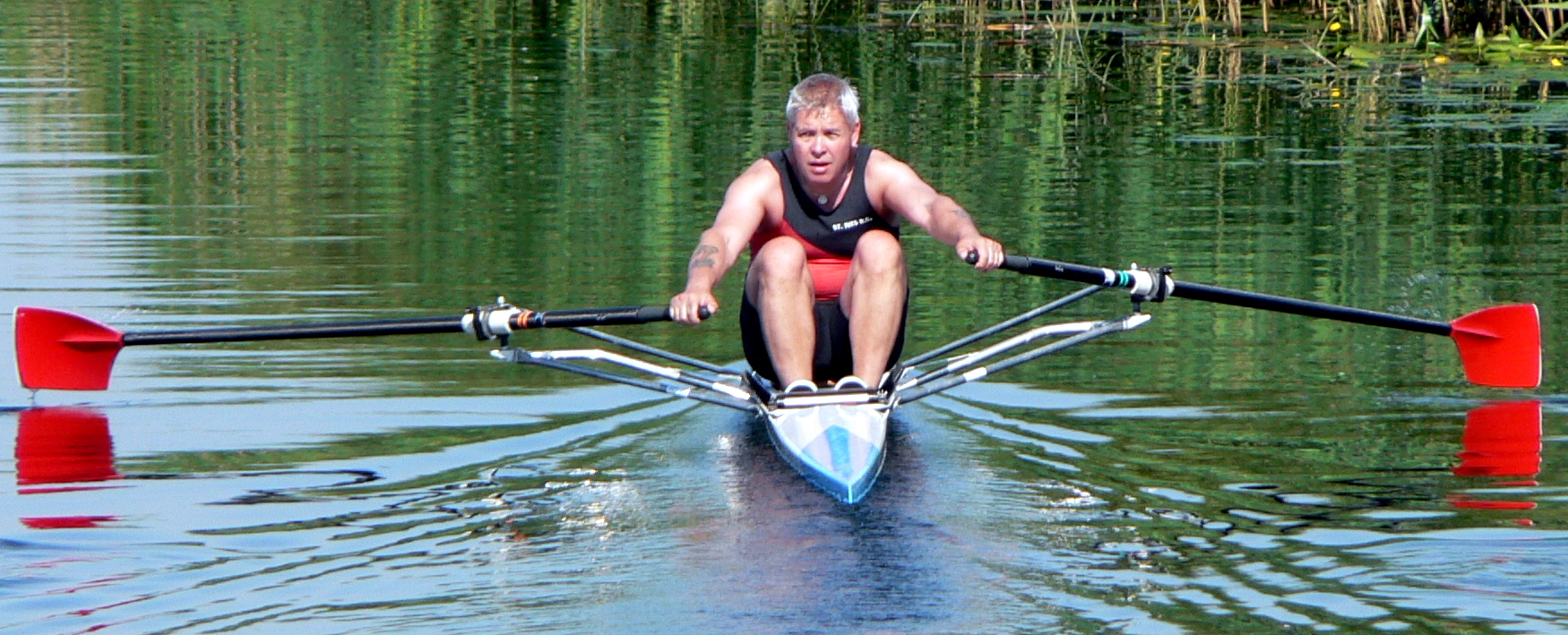
Rameur sur un skiff.
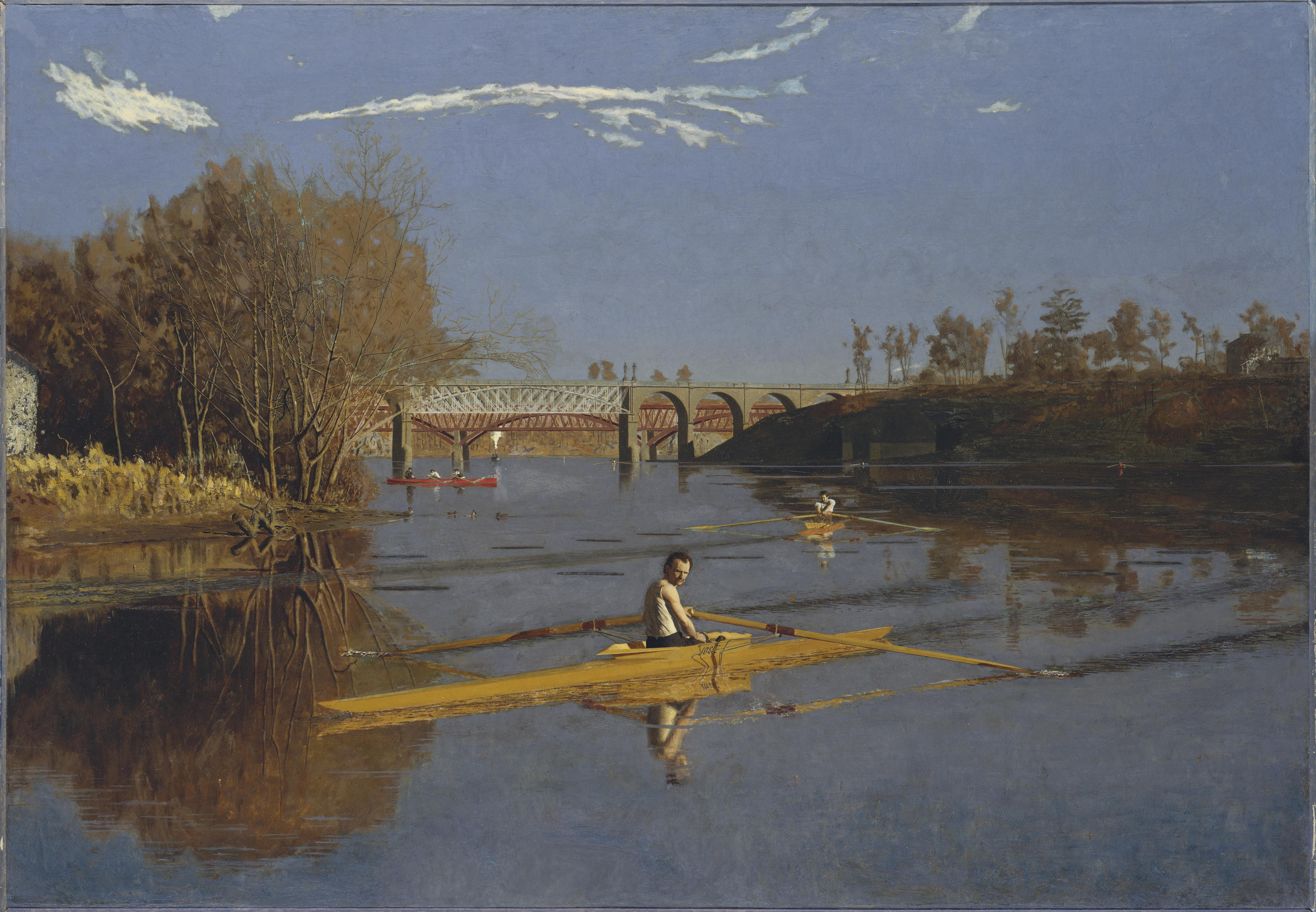
Max Schmitt in a Single Scull (1871) peint par Thomas Eakins.